# Pholcus clavatus
Pholcus clavatus is een spinnensoort uit de familie trilspinnen (Pholcidae). De soort komt voor in China.